# 椿幸治
椿幸治（ツバキコウジ：生年月日不詳）は、日本のミュージシャン、ギタリスト、映像コメンテーター。

## ミュージシャンとして
- 90年代初頭より、活動を開始。くらげちゃん、スプリットメモリーマンのメンバーとして注目を集める。
- 現在は、ロックバンド「クリトリス・ガールズ」でギタリストとして活動しているほか、戦隊モノ主題歌引き語りユニット「ズルベチャ戦隊三助バルカン」などにも参加している。
- クリトリス・ガールズでは、主にカワイRockoon RA-65を使用している。

## 映像コメンテーターとして
- 不定期に、映像トークライブ「ツバキ上映会」を開催。
- 「ツバキ上映会」では戦隊もの・ヒーローものに特化した珍映像をセレクトし上映、該博な知識に基づいた軽妙かつ洒脱な解説をくわえている。